# Porto Alegre (São Tomé és Príncipe)
Porto Alegre (portugálra lefordítva "boldog kikötő") falu a Caué járásban São Tomé São Tomé és Príncipében. A 2008-as becslés szerint 525 lakosa van.